# Nguyễn Văn Tuyết (chính khách)
Nguyễn Văn Tuyết (25 tháng 11 năm 1960 - 02 tháng 11 năm 2024) là một chính trị gia người Việt Nam. Ông từng là là đại biểu quốc hội Việt Nam khóa XIV nhiệm kì 2016-2021, thuộc đoàn đại biểu quốc hội tỉnh Bà Rịa – Vũng Tàu, Phó Chủ nhiệm Ủy ban Văn hóa, Giáo dục, Thanh niên, Thiếu niên và Nhi đồng của Quốc hội, Chủ tịch Nhóm Nghị sĩ hữu nghị Việt Nam - Hungary. Ông đã trúng cử đại biểu quốc hội năm 2016 ở đơn vị bầu cử số 2, tỉnh Bà Rịa – Vũng Tàu gồm có thành phố Bà Rịa và các huyện Tân Thành, Châu Đức, Xuyên Mộc. Ông từng là đại biểu Quốc hội Việt Nam các khóa X, XI
, XII tỉnh Yên Bái, XIII tỉnh Bà Rịa – Vũng Tàu.

## Xuất thân
Nguyễn Văn Tuyết sinh ngày 25 tháng 11 năm 1960 quê quán ở xã Tuy Lộc, huyện Trấn Yên, tỉnh Yên Bái. 
Ông hiện cư trú ở Phòng 603, Nhà Công vụ Quốc hội, số 2 Hoàng Cầu, phường Ô Chợ Dừa, quận Đống Đa, thành phố Hà Nội.

## Giáo dục
- Giáo dục phổ thông: 10/10
- Cử nhân Sử học
- Thạc sĩ Luật
- Cao cấp lí luận chính trị

## Sự nghiệp
Ông gia nhập Đảng Cộng sản Việt Nam vào ngày 3/2/1982.
Ông từng là đại biểu Quốc hội khoá: 10, 11, 12 tỉnh Yên Bái, khóa XIII tỉnh Bà Rịa – Vũng Tàu.
Khi là đại biểu Quốc hội Việt Nam khóa X tỉnh Yên Bái nhiệm kì 1997-2002, ông kiêm chức Tỉnh uỷ viên, Ủy viên BCH TW Đoàn, Bí thư Tỉnh Đoàn Thanh niên Cộng sản Hồ Chí Minh, Chủ tịch Hội Liên hiệp thanh niên tỉnh Yên Bái, Uỷ viên Uỷ ban Văn hoá, Giáo dục, Thanh niên, Thiếu niên và Nhi đồng của Quốc hội, làm việc ở Đoàn Thanh niên Cộng sản Hồ Chí Minh tỉnh Yên Bái.
Ông từng là đại biểu hội đồng nhân dân tỉnh Yên Bái khóa XIII nhiệm kỳ 1992-1994; khóa XIV nhiệm kỳ 1994-1999.
Khi ứng cử đại biểu Quốc hội Việt Nam khóa XIV vào tháng 5 năm 2016 ông đang là Phó Chủ nhiệm Ủy ban Văn hóa, Giáo dục, Thanh niên, Thiếu niên và Nhi đồng của Quốc hội, làm việc ở Ủy ban Văn hóa, Giáo dục, Thanh niên, Thiếu niên và Nhi đồng của Quốc hội.
Ông đã trúng cử đại biểu Quốc hội Việt Nam khóa XIV năm 2016 ở đơn vị bầu cử số 2, tỉnh Bà Rịa – Vũng Tàu gồm có thành phố Bà Rịa và các huyện Tân Thành, Châu Đức, Xuyên Mộc, được 265.245 phiếu, đạt tỷ lệ 62,14% số phiếu hợp lệ.
Ông hiện là Phó Chủ nhiệm Ủy ban Văn hóa, Giáo dục, Thanh niên, Thiếu niên và Nhi đồng của Quốc hội, Chủ tịch Nhóm Nghị sĩ hữu nghị Việt Nam - Hunggari.
Ông đang làm việc ở Ủy ban Văn hóa, Giáo dục, Thanh niên, Thiếu niên và Nhi đồng của Quốc hội, ở 35 Ngô Quyền, quận Hoàn Kiếm, Hà Nội.
Đại biểu chuyên trách: Trung ương
Ông qua đời vào 7h38p ngày 02 tháng 11 năm 2024, hưởng thọ 65 tuổi.